# Plattelandersbond
De Plattelandersbond was een Nederlandse belangenpartij, opgericht in 1917, die opkwam voor de belangen van boeren en tuinders en zich keerde tegen de volgens haar bestaande achterstelling van het platteland. Zaken waar de Plattelandersbond zich voor inzette, waren de afschaffing van de zomertijd, vermindering van belastingen, vrijheid van arbeid, minder overheidsbemoeienis, beter landbouwonderwijs, werkverschaffing, stopzetten van gemeentelijke herindeling en instelling van een ministerie van Landbouw. In 1933 veranderde de Plattelandersbond haar naam in Nationale Boeren-, Tuinders- en Middenstandspartij.
Sinds 1919 was Arend Braat ('Boer Braat') de grote voorman van de Plattelandersbond. Hij was een bekend Kamerlid, dat in het parlement weinig aanzien had vanwege zijn enigszins lompe optreden.
De Plattelandersbond was tussen 1918 en 1933 in de Tweede Kamer vertegenwoordigd en haalde gemiddeld 1,4% van de stemmen. De aanhang was vooral te vinden op de Zuid-Hollandse eilanden, in Groningen, Friesland, Drenthe en in delen van Gelderland. Tussen 1922 en 1925 had de partij twee afgevaardigden. In de overige jaren was er steeds één Kamerlid. In 1925 waren er twee lijsten van de Plattelandersbond: van Braat en De Boer.

## Geschiedenis
De partij werd gesticht op 17 februari 1917. Tijdens de verkiezingen van 1918 won men een zetel in de Tweede Kamer. De partij had aan de verkiezingen deelgenomen met twee verschillende lijsten, een religieuze en een niet-religieuze, om beide groepen agrariërs te paaien.
Tijdens de Eerste Wereldoorlog was Nederland als onafhankelijk land sterk aangewezen op de eigen landbouw. Hierdoor nam de regeringsinvloed op de agrarische sector sterk toe, wat leidde tot ontevredenheid onder de boeren. De enige partijzetel werd bezet door Frederik Bos.
Tussen 1918 en 1919 werkte de bond samen met vier andere splinterpartijen. Dit samenwerkingsverband werd geleid door voormalig minister Willem Treub.
In 1919 werd Bos als parlementslid vervangen door Arend Braat. Braat was een weinig fijnzinnig en onconventioneel mens die vijf keer probeerde de wet op zomertijd terug te draaien, wat iedere keer mislukte.
Hij werd door de meeste andere politici genegeerd en door de media belachelijk gemaakt vanwege zijn boerse gedrag. Zodra hij aantrad stapte hij uit het samenwerkingsverband.
Tijdens de verkiezingen van 1922 won de bond een tweede zetel, wat deels is te verklaren doordat Braats onconventionele gedrag sommige plattelandskiezers aansprak.
Het Tweede Kamerlid van de bond, Rients Feikes de Boer, probeerde Braats positie als partijleider in te nemen. Dit leidde begin 1925 tot een scheuring in de Plattelandersbond en beiden namen op eigen titel (Plattelandersbond, lijst Braat en Plattelandersbond, lijst De Boer) deel aan de verkiezingen van 1925. Braat verloor zijn tweede zetel, maar De Boer slaagde er niet in zijn zetel te behouden.
Na de verkiezingen van 1929 kwam het leiderschap van Braat nog sterker onder druk te staan. Door diens agressieve handelen tegen aanhangers van De Boer functioneerde de partij niet goed meer.
Voor de verkiezingen van 1933 veranderde de partij haar naam in Nationale Boeren-, Tuinders- en Middenstandspartij (NBTM-partij) en werd de partijorganisatie vernieuwd. De twee lijsttrekkers waren Cornelis Vervoorn, een rijke boer, namens de provincies Groningen en Drenthe en Arend Braat voor de rest van Nederland. Vooral in Drenthe kreeg de NBTMP veel stemmen en mede daardoor kwam niet Braat maar Vervoorn dat jaar in de Kamer. Braat probeerde Vervoorn te overreden zijn zetel op te geven, maar deze weigerde.
In de verkiezing van 1937 verloor de partij haar zetel, wat verklaard kan worden door de opkomst van de Nationaal-Socialistische Beweging, die eveneens een sterke basis had in de agrarische sector.

## Ideologie
De partij wilde opkomen voor de belangen van de boeren en landelijke gemeenschappen. Men zag landbouw en veeteelt als de belangrijkste bron van welvaart in Nederland. Voornaamste doel was het verzekeren van een redelijke inkomenspositie voor boeren, het uitbreiden van de agrarische sector en het beschermen van eigendomsrechten. Men wilde afschaffing van de zomertijd, verlaging van belasting, vermindering van regeringsinmenging, verbetering van landbouwkundige opleidingen en het stopzetten van samenvoeging van dorpen.
Als bijzondere programmapunten had de partij:
- instelling van een ministerie van Landbouw;
- invoering van een staatspensioen voor 65-plussers;
- afschaffing van de zomertijd;
- vermindering van het aantal ambtenaren;
- tegemoetkoming aan de wens tot autonomie in de koloniën;
- ontslag van ambtenaressen bij huwelijk;
- afschaffing van kindertoeslagen aan ambtenaren;
- gelijke beloning van gelijk werk, geen onderscheid tussen gehuwden en ongehuwden;
- verlaging van de accijns op suiker en afschaffing van de accijns op vlees;
- ondersteuning van internationale ontwapening.

De naamswijziging in 1933 tot NBTM-partij hield ook een ideologische heroriëntatie in. Naast de oude doelgroep, de agrarische sector, richtte de partij zich nu meer op de middenklasse in stedelijke gebieden. Kleine bedrijven en middenstanders werden gezien als verbinding tussen boeren en consumenten. Er werden kreten aan het partijmanifest toegevoegd als goedkopere leningen en regulering van advertenties.

## Leiderschap en ondersteuning
In onderstaande tabel staan de resultaten van de Plattelandersbond tijdens verkiezingen voor de Tweede Kamer, met de namen van fractievoorzitter en lijsttrekker.
| Jaar  | TK | Lijsttrekker                     | Fractievoorzitter                                            |
| ----- | -- | -------------------------------- | ------------------------------------------------------------ |
| 1918  | 1  | Frederik Bos                     | Frederik Bos (t/m 14-09-1919) Arend Braat (vanaf 17-09-1919) |
| 1922  | 2  | Arend Braat                      | Arend Braat                                                  |
| 1925* | 1  | Arend Braat                      | Arend Braat                                                  |
| 1929  | 1  | Arend Braat                      | Arend Braat                                                  |
| 1933  | 1  | Arend Braat en Cornelis Vervoorn | Cornelis Vervoorn                                            |

* Betreft Plattelandersbond Lijst-Braat. Vanwege een scheuring begin 1925 deed ook Plattelandersbond Lijst-De Boer mee maar behaalde geen zetel.

## Lokaal en provinciaal bestuur
De partij had een sterke aanhang in provincies Drenthe en Groningen, waar het ook menig zetel in lokale besturen bezette.
Bij verkiezingen voor de Provinciale Staten behaalde de partij de volgende zetelaantallen:
| Jaar | Groningen | Friesland | Drenthe | Overijssel | Gelderland | Utrecht | Noord-Holland | Zuid-Holland | Zeeland | Noord-Brabant | Limburg |
| ---- | --------- | --------- | ------- | ---------- | ---------- | ------- | ------------- | ------------ | ------- | ------------- | ------- |
| 1919 | -         | -         | -       | 1          | -          | -       | -             | -            | -       | -             | -       |
| 1923 | 3         | 3         | 4       | 1          | 1          | -       | 1             | 1            | -       | -             | -       |
| 1927 | 2         | 2         | 3       | 1          | 1          | -       | -             | 1            | -       | -             | -       |
| 1931 | 1         | 1         | 1       | -          | -          | -       | -             | -            | -       | -             | -       |

## Electoraat
De partij had haar aanhang vooral op het platteland, waarbij behalve Drenthe ook Gelderland, de Zuid-Hollandse Eilanden en de Kop van Noord-Holland goed scoorden.

## Internationale vergelijking
De partij is te vergelijken met de Zweedse Boerenbond die een vergelijkbaar programma had. De Plattelandersbond was echter veel kleiner en invloedarmer.